# Hoplitis parasitica
Hoplitis parasitica  (лат.) — вид пчёл рода Hoplitis из семейства Megachilidae (Osmiini, Megachilinae). Юго-западная Азия (Иран, Турция). Клептопаразиты пчёл вида Hoplitis (Annosmia) eremophila и, возможно, других представителей подрода Annosmia. Длина тела 7—8 мм. Относится к подроду Bytinskia Mavromoustakis, включающему в Палеарктике 3 клептопаразитических вида.